# Збірна Австралії з футболу
Збірна Австралії з футболу — національна футбольна збірна, якою керує федерація футболу Австралії.
Станом на 3 квітня 2025 посідає 26-e місце у рейтингу футбольних збірних світу.

## Історія
Перша австралійська збірна була сформована для змагань в Новій Зеландії в 1922 році. Австралія провела три матчі з збірними Нової Зеландії, Китаю та ПАР. В результаті цих змагань збірна Австралії програла 2 матчі й здобула одну нічию. Ці команди були основними суперниками в товариських матчах протягом наступних 25 років. З появою дешевших авіаперельотів була збільшена кількість суперників, але ізоляція країни, що спричинена її географічним положенням відігравала велику роль у розвитку футболу протягом наступних 80 років.

### Історична перемога
11 квітня 2001 року у відбірковому матчі на Чемпіонат світу 2002 року, збірна Австралії перемогла збірну Американського Самоа з несподіваним рахунком 31:0, що є найбільшим футбольним рахунком за всю історію. Австралійський нападник Арчі Томпсон забив у тому матчі 13 голів, що є також світовим рекордом за кількістю забитих голів в одному матчі. Девід Здріліч у тому ж матчі забив 8 голів.

### Чемпіонат світу 1974 року

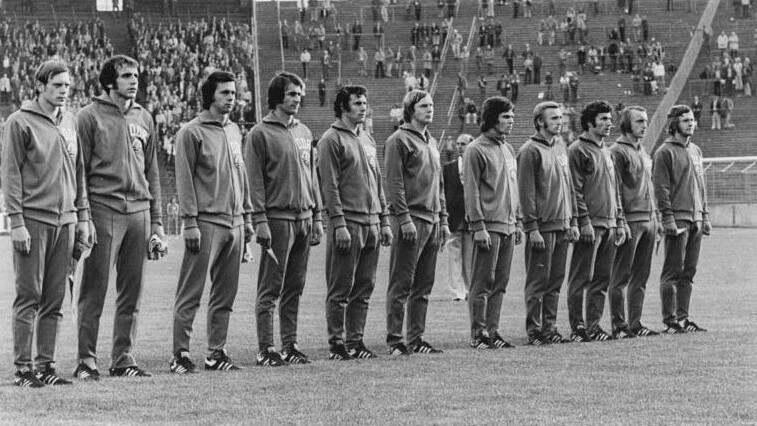
Східна Німеччина проти Австралії

Австралія потрапила у першу групу, де її суперниками були господарі турніру Західна та Східна Німеччина, а також Чилі. Проходили далі тільки дві команди з групи. Австралія у перших двох матчах поступилась командам Західної та Східної Німеччини з рахунками 3:0 і 2:0 відповідно, а також у нічию 0:0 з Чилі. Австралія посіла четверте місце у групі маючи у своєму пасиві 1 очко і вилетіла з цього турніру.
|           |   |     |   |     |   |   |    |
| Команда   | М | Пер | Н | Пор | + | - | Оч |
| НДР       | 3 | 2   | 1 | 0   | 4 | 1 | 5  |
| ФРН       | 3 | 2   | 0 | 1   | 4 | 1 | 4  |
| Чилі      | 3 | 0   | 2 | 1   | 1 | 2 | 2  |
| Австралія | 3 | 0   | 1 | 2   | 0 | 5 | 1  |
|           |   |     |   |     |   |   |    |

### Кваліфікація до чемпіонату світу 2006

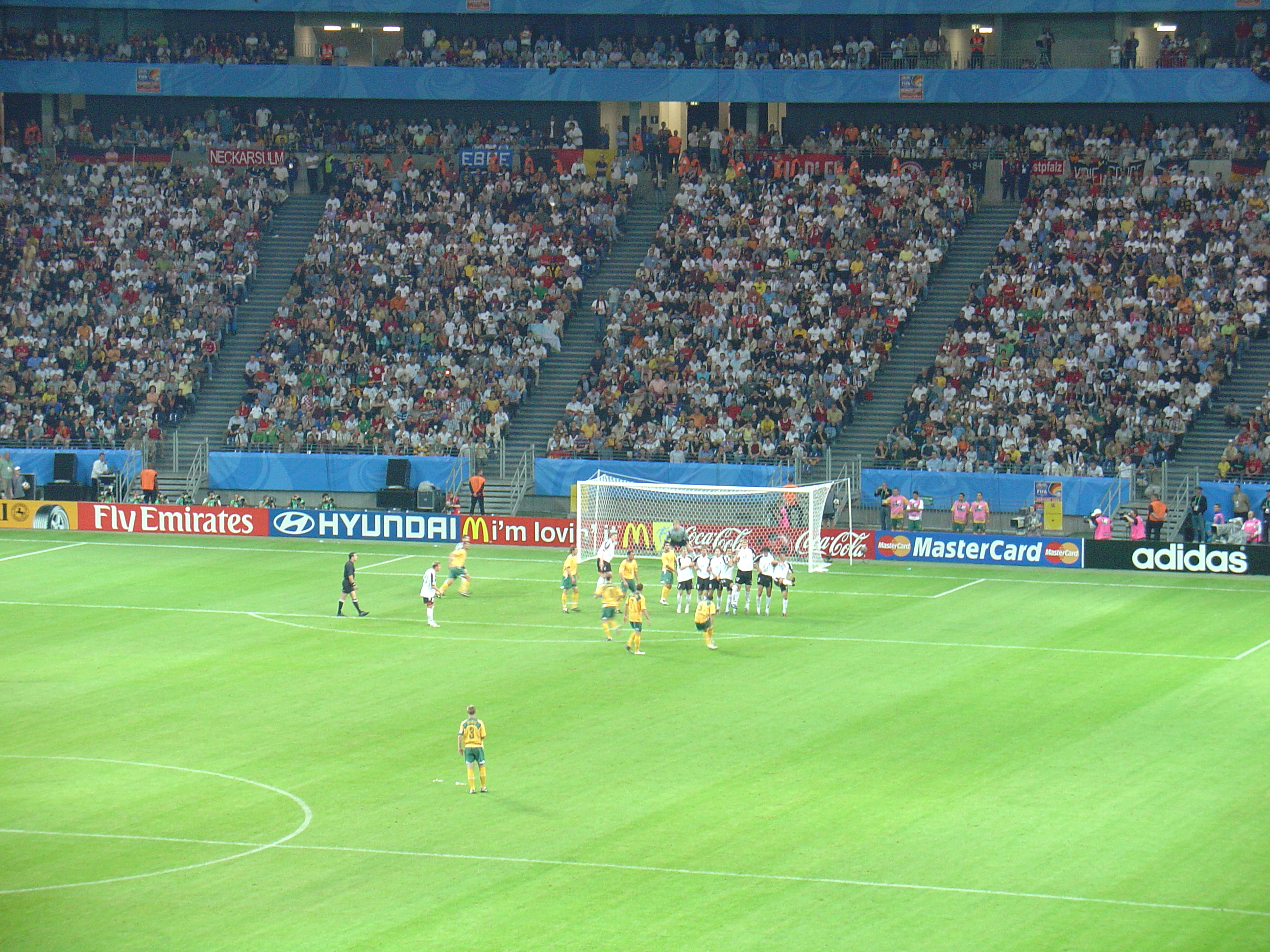
Австралія на Кубку Конфедерацій 2005

Після невдалого виступу на Кубку Конфедерацій 2005 року був звільнений тренер збірної Франко Фаріна і до керма збірної прийшов відомий голландський спеціаліст Гус Хіддінк. Після коротких занять в Нідерландах, збірна виграла фінал кваліфікаційного турніру Океанії в двох матчах в команди Соломонових островів з загальним рахунком 11:1. У наступному раунді команда мала зустрітись з п'ятою командою Південної Америки за право виходу на Чемпіонат світу. У жовтні 2005 року у Лондоні
Австралія виграла у вищої за рейтингом Ямайки з рахунком 5:0. Наступні два матчі Австралії випало грати проти Уругваю. Австралія перемогла Уругвай 1-0 в Монтевідео 12 листопада 2005, після завдяки голу Даріо Родрігеса. У матчі відповіді Уругвай в основний час переміг 1:0 і матч перейшов у додатковий час де ні одна з команд не змогла забити. У серії післяматчевих пенальті Марк Шварцер відбив два пенальті, а Джон Алоїзі забив переможний пенальті. Вся країна раділа другому виходу країни на чемпіонат світу у Німеччині.

### Прийняття вАзійську Лігу
Багато фанів та спеціалістів розуміли що єдиний шлях до прогресу збірної було відмовитись від Конфедерації Футболу Океанії. Все більшого значення набували сильні турніри ніж товариські матчі. У Австралії було мало практики з конкурентно спроможними командами. Минулі спроби об'єднати Австралію з Азією завершувались невдало. У березні 2005 року ФІФА вступило в таємні переговори з АФК по цій проблемі. 23 березня виконавчий комітет АФК прийняв одноголосне рішення запросити Австралію до АФК.Президента АФК, Мухаммед бен Хаммам виклав причини такого рішення:
Крім того, що це розвинена футбольна нація, Австралії приносить розвинену економіку, і це насправді те, що ми хочемо у футболі. Крім Японії, Кореї, Китаю і Саудівської Аравії, якщо Австралія приєднується переваги є величезними, так це те, що нам потрібно.

### Підготовка до чемпіонату світу 2006
На чемпіонаті світу 2006 у Німеччині Австралія потрапила до групи F з командами Японії, Хорватії та командою, що захищала титул, Бразилії. Наприкінці грудня 2005 завершились останні зміни у тренерському штабі. У команді відбулося 5 змін напередодні фіналу чемпіонату світу. Джоель Гріффітс, Ахмад Елріч, Любо Мілішевіч, Тоні Відмар і Майкл Твайт були замінені Джошуа Кеннеді, Миле Стерьовскі, Майкл Бошам, Крейг Мур і Марк Мілліган відповідно. 25 травня 2006 року Австралія зіграла товариський матч проти чемпіонів Європи Греції. Матч завершися з рахунком 1:0 на користь Австралії. Єдиний гол забив Йозеф Скоко на початку матчу. Наступний товариський матч Австралія зіграла 4 червня у Роттердамі. Рахунок у матчі на 9-й хвилині відкрив Руд Ван Ністельрой, на 53-й хвилині рахунок зрівняв Тім Кехілл. Матч завершився з рахунком 1:1. 7 червня свій останній матч перед чемпіонатом світу Австралія зіграла проти Ліхтенштейну. Матч завершився з рахунком 3:1.

### Чемпіонат світу 2006

Склад команд у матчі Австралія-Японія

Перший свій матч на цьому чемпіонаті світу Австралія зіграла 12 червня проти Японії. Матч завершився з рахунком 3:1 на користь Австралії. У матчі було декілька спірних моментів, одним з яких є гол на 26-й хвилині забитий Накамурою. Наприкінці матчу Тім Кехілл на 84-й та 89-й хвилині зробив дубль, а Джон Алоїзі на 92-й хвилині забив останній м'яч. Цією перемогою Австралія ввійшла в історію чемпіонатів світу як перша і єдина команда, що забила три переможні м'ячі в останні 7 хвилин матчу. 18 червня за декілька годин до матчу з Бразилією вибухнув букмекерський скандал за участю збірної. Було з'ясовано що декілька гравців зробили ставки на те, коли і ким буде забитий перший гол збірної Австралії на чемпіонаті світу, а це суперечило правилам ФІФА. У Мюнхені Бразилія виграла з рахунком 2:0. На 49-й хвилині вивів вперед Бразилію Адріано, а на 90-й хвилині забив Фред. Для виходу в наступний раунд Австралії було потрібно не програти Хорватії. 22 червня в Штутгарті команда зіграла в нічию з Хорватією з рахунком 2:2. Рахунок в матчі відкрив Дарійо Срна на 2-й хвилині, зрівняв його на 38-й хвилині з пенальті Крейг Мур. Після перерви за Хорватію відзначився Ніко Ковач,а на 79-й хвилині поставив крапку в матчі Гарі Кюелл. Японія програла Бразилії з рахунком 1:4. Тим самим Австралія вийшла у плей-оф перший раз у своїй історії, зайнявши друге місце у групі, набравши 4 очки. 26 червня в Кайзерслаутерні Австралія зустрілась з збірною Італії. Кьюелл у цьому матчі не зміг допомогти збірній у зв'язку з септичним артритом. Після першого тайму рахунок був 0:0. На 51-й хвилині вилучили Марко Матерацці. На 95-й хвилині був назначений дуже спірний пенальті, після експертизи якого було встановлено, що порушення правил не було. На 95-й хвилині Франческо Тотті реалізував це пенальті. Австралія вилетіла з чемпіонату світу. Тренер збірної пішов у відставку і зайнявся роботою з збірною Росії.
|           |   |     |   |     |   |   |    |
| Команда   | М | Пер | Н | Пор | + | - | Оч |
| Бразилія  | 3 | 3   | 0 | 0   | 7 | 1 | 9  |
| Австралія | 3 | 1   | 1 | 1   | 5 | 5 | 4  |
| Хорватія  | 3 | 0   | 2 | 1   | 2 | 3 | 2  |
| Японія    | 3 | 0   | 1 | 2   | 2 | 7 | 1  |
|           |   |     |   |     |   |   |    |

### Кубок Азії 2007

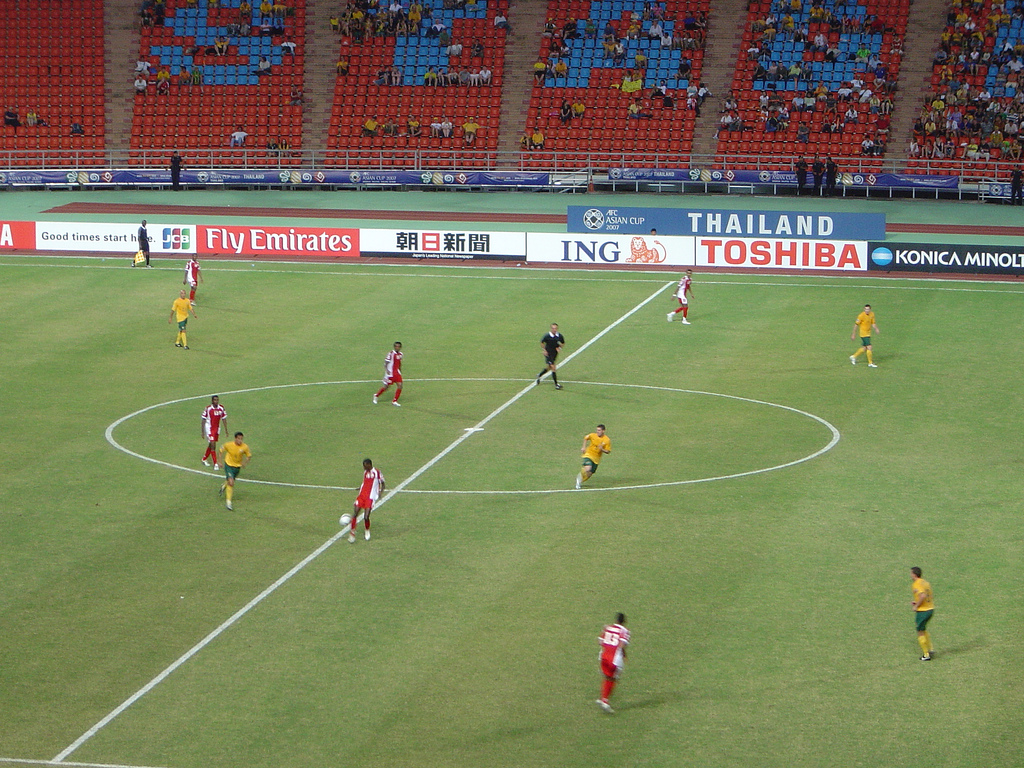
Матч Австралія-Оман

Збірну Австралії очолив Грем Арнольд. На перший свій кубок Азії вирушила команда, у складі якої було 15 гравців з чемпіонату світу. Австралія потрапила в групу А, де крім неї були ще й одні з господарів Таїланд, а також Оман і Ірак. У своєму першому матчі команда зіграла в нічию 1:1 з Оманом. Австралія грала погано, Бадар Аль-Маімані відкрив рахунок на 32-й хвилині. Лише наприкінці матчу на 92-й хвилині Тім Кехілл, який вийшов після другої половини, зрівняв рахунок. У другому матчі збірна програла з рахунком 3:1 майбутньому переможцю турніру Іраку. Єдиний гол австралійців на 47-й хвилині забив Марк Відука. В останньому матчі Австралія перемогла Таїланд з рахунком 4:0. Дублем відзначився Марк Відука, а також по одному голу забили Майкл Бошам і Гарі Кьюелл. Ця перемога забезпечила вихід збірній в чвертьфінал кубка Азії. В чвертьфіналі в основний час Австралія зіграла в нічию з Японією 1:1. В серії післяматчевих пенальті команда програла з рахунком 4:3. Австралія покинула турнір. В товариському матчі проти аргентини збірна грала в останнє на чолі з Гремом Арнольдом. Ходили чутки, що збірну очолить Дік Адвокат, але він вирішив зайнятись тренерською діяльністю в санкт-петербурзькому «Зеніті». 6 грудня 2007 року тренером збірної був призначений Пім Вербеек.

### Кваліфікація до чемпіонату світу 2010
У першому раунді Австралія потрапила в азійську «групу смерті», де крім неї були ще Ірак, Катар та Китай. У першому матчі Австралія перемогла в Мельбурні Катар з рахунком 3:0. У наступному матчі збірна грає в нічию 0:0 з Китаєм. У Брисбені команда виграє у збірної Іраку з рахунком 1:0. У матчі відповіді Ірак виграв 1:0 у Дубаї. Потім Австралія виграла в Катара з рахунком 3:1. А в останньому матчі виграли в Китаю з рахунком 1:0. За право вийти на чемпіонат світу Австралія мала грати з Японією, Бахрейном, Катаром і Узбекистаном. У першому матчі вони перемогли Узбекистан в Ташкенті з рахунком 1:0. У наступному матчі Австралія розбила Катар з рахунком 4:0. Збірна перемогла Бахрейн 1:0. І після нічиєї з Японією 0:0 Австралія займала верхню частину турнірної таблиці, маючи 10 очок. Шанси пройти далі збільшились після переконливої перемоги над Узбекистаном з рахунком 2:0. Австралія забезпечила собі вихід в фінальну стадію чемпіонату світу, зігравши в нічию 0:0 з Катаром. Потім була перемога над Бахрейном 2:0 та перемога над Японією 2:1. Австралія зайняля перше місце в групі, випереджаючи Японію на 5 очок.

### Чемпіонат світу з футболу 2010
За результатами жеребкування Австралія потрапила в одну групу з збірною Гани, збірною Німеччини та збірною Сербії. Свій перший матч збірна Австралії грала 14 червня в Дурбані проти збірної Німеччини, який завершився поразкою австралійців з рахунком 4:0. У першій половині гри забитими м'ячами відзначились Клозе та Лукас Подольські. У другому таймі у складі збірної Австралії був вилучений з гри Тім Кехілл у спірному моменті гри. Збірна Німеччини завершила перемогу над австралійцями двома точними ударами Томас Мюллера та Какау. Свій наступний матч збірна Австралії мала провести 19 червня у Рустенбурзі проти Збірної Гани.
Вже на 11-й хвилині матчу відкрив рахунок у матчі Бретт Холман, який скористався помилкою воротаря. Але вже на 24-й хвилині за гру рукою в штрафному майданчику був вилучений з поля Гаррі К'юелл та призначений пенальті в ворота Марка Шварцера. Пенальті реалізував Асамоа Г'ян, матч так і завершився з рахунком 1:1. Свій останній матч у груповому етапі збірна Австралії провела проти Збірної Сербії в Мбомблені 23 червня. Матч завершився з рахунком 2:1 на користь австралійців. За збірну Австралії відзначились Тім Кехілл та Бретт Холман, а за Сербію Марко Пантеліч. Австралія за різницею м'ячів посіла 3-місце в групі і вирушила додому.
| М  | Команда     | І | В | Н | П | МЗ | МП | РМ | О |
| -- | ----------- | - | - | - | - | -- | -- | -- | - |
| 1. | Німеччина · | 3 | 2 | 0 | 1 | 5  | 1  | +4 | 6 |
| 2. | Гана ·      | 3 | 1 | 1 | 1 | 2  | 2  | 0  | 4 |
| 3. | Австралія · | 3 | 1 | 1 | 1 | 3  | 5  | −2 | 4 |
| 4. | Сербія ·    | 3 | 1 | 0 | 2 | 2  | 3  | −1 | 3 |

### Кваліфікація до Кубка Азії 2011
У відбірковому груповому етапі Австралія потрапила в групу В, де разом з нею були команди: Оману, Кувейту та Індонезії. Право брати участь у фінальній частині кубка здобували 2 найкращі команди з групи. У підсумку збірна Австралії набрала 11 очок та посіла перше місце в групі.
- 28 січня 2009  Індонезія 0:0 Австралія
- 5 березня 2009  Австралія 0:1 Кувейт
- 14 жовтня 2009  Австралія 1:0 Оман
- 14 листопада 2009  Оман 1:2 Австралія
- 6 січня 2010  Кувейт 2:2 Австралія
- 3 березня 2010  Австралія 1:0 Індонезія

### Кубок Азії 2011
Австралія потрапила в одну групу зі збірними: Бахрейну, Індії та Південної Кореї. Перший матч збірної Австралії відбувся 10 січня проти збірної Індії. Матч завершився з рахунком 4:0 на користь австралійців. Голами відзначились: Тім Кехілл на 11-й та 65-й хвилині, Гаррі К'юелл на 25-й та Бретт Холмен на 45-й хвилині. У протилежному матчі групи Південна Корея обіграла збірну Бахрейну з рахунком 2:1. У другому матчі групового етапу зустрілись фаворити групи — збірна Австралії та збірна Південної Кореї. Матч завершився з рахунком 1:1, голами відзначились Джачхоль Ку на 23-й хвилині та Єдинак на 62-й хвилині. Останньою грою групового етапу для австралійців став матч проти збірної Бахрейну. Матч завершився з рахунком 1:0, єдиний гол в матчі був забитий Єдинаком на 37-й хвилині. Збірна Австралії з першого місця в групі вийшла в чвертьфінал, де зустрілась з збірною Іраку, матч завершився з рахунком 1:0, єдиний гол забив на 117-й хвилині Гаррі К'юелл. Завдяки цій перемозі Австралія вперше в своїй історії вийшла у півфінал кубка Азії. В півфіналі австралійці зустрічались зі збірною Узбекистану. Матч завершився з рахунком 6:0. У цьому матчі забитими м'ячами відзначились: Гаррі К'юелл на 5-й хвилині, Огненовські на 34-й, Карні на 65-й, Емертон на 74-й, Валері на 82-й та Круз на 83-й. Австралія вийшла в фінал де зустрілась з збірною Японії. Австралія володіла перевагою протягом майже всього матчу, але пропустила під час другого екстра тайму. Таким чином збірна Австралії стала срібним призером кубка Азії, й автоматично зарахована на домашній кубок Азії 2015.
| М  | Команда        | І | В | Н | П | МЗ | МП | РМ  | О |
| -- | -------------- | - | - | - | - | -- | -- | --- | - |
| 1. | Австралія      | 3 | 2 | 1 | 0 | 6  | 1  | +5  | 7 |
| 2. | Південна Корея | 3 | 2 | 1 | 0 | 7  | 3  | +4  | 7 |
| 3. | Бахрейн        | 3 | 1 | 0 | 2 | 6  | 5  | +1  | 3 |
| 4. | Індія          | 3 | 0 | 0 | 3 | 3  | 13 | −10 | 0 |

### Чемпіонат світу 2014
Відбірковий цикл до чемпіонату світу 2014 року Австралія починала, провівши перед цим ряд товариських матчів: нульова нічия проти збірних ОАЕ та Сербії, а також перемоги над Німеччиною (2:1), Новою Зеландією (3:0) і Уельсом (2:1). У третьому раунді у групі D Австралія впевнено посіла перше місце, а у фінальній частині в групі B з другого місця вийшла у фінальний раунд 18 червня 2013 року. Після кваліфікації Австралія провела ряд товариських матчів, зігравши проти Бразилії та Франції та зазнавши двох поразок із загальним рахунком 0:6. Це змусило австралійців зажадати від Осієка відставки, в яку він пішов, розірвавши достроково свій контракт. Через два тижні новим тренером був призначений Анге Постекоглу, який дебютував з перемоги над збірною Коста-Рики з рахунком 1:0 (гол забив Джошуа Кеннеді). В фінальній частини збірна зіграла з Іспанією, Нідерландами та Чилі. У першому матчі Австралія програла чилійцям (1:3), у другому — Нідерландам (2:3) і через це втратила шанси на вихід у плей-оф. В останньому матчі Австралія програла Іспанцям (0:3).
| Команда    | І | В | Н | П | ЗМ | ПМ | РМ | О |
| ---------- | - | - | - | - | -- | -- | -- | - |
| Нідерланди | 3 | 3 | 0 | 0 | 10 | 3  | +7 | 9 |
| Чилі       | 3 | 2 | 0 | 1 | 5  | 3  | +2 | 6 |
| Іспанія    | 3 | 1 | 0 | 2 | 4  | 7  | −3 | 3 |
| Австралія  | 3 | 0 | 0 | 3 | 3  | 9  | −6 | 0 |

## Кубок Світу
- 1930 — не брала участі
- 1934 — не брала участі
- 1938 — не брала участі
- 1950 — не брала участі
- 1954 — не брала участі
- 1958 — не брала участі
- 1962 — не брала участі
- 1966 — не пройшла кваліфікацію
- 1970 — не пройшла кваліфікацію
- 1974 — груповий турнір
- 1978 — не пройшла кваліфікацію
- 1982 — не пройшла кваліфікацію
- 1986 — не пройшла кваліфікацію
- 1990 — не пройшла кваліфікацію
- 1994 — не пройшла кваліфікацію
- 1998 — не пройшла кваліфікацію
- 2002 — не пройшла кваліфікацію
- 2006 — 1/8 фіналу
- 2010 — груповий турнір
- 2014 — груповий турнір
- 2018 — груповий турнір
- 2022 — 1/8 фіналу

## Досягнення

### Чемпіонат світу з футболу
- Раунд 1/8: 2006, 2022

### Кубок Конфедерацій
- Фіналісти (срібна медаль): 1997
- 3 місце (бронзова медаль): 2001
- Груповий етап: 2005

### Кубок націй ОФК
- Переможці: 1980, 1996, 2000, 2004
- Фіналіст: 1998, 2002

### Кубок Азії з футболу
- Переможці: 2015
- Фіналісти: 2011
- Чвертьфіналісти: 2007

## Поточний склад
Заявка збірної для участі у чемпіонаті світу 2018 року. Вік гравців наведено на день початку змагання (14 червня 2018 року), дані про кількість матчів і голів — на дату подачі заявки (3 червня 2018 року).
| №  | Поз. | Гравець               | Дата народження (вік)            | Ігри | Голи | Клуб                       |
| -- | ---- | --------------------- | -------------------------------- | ---- | ---- | -------------------------- |
| 1  | ВР   | Метью Раян            | 8 квітня 1992 (вік 26 років)     | 43   | 0    | «Брайтон енд Гоув»         |
| 12 | ВР   | Бред Джонс            | 19 березня 1982 (вік 36 років)   | 5    | 0    | «Феєнорд»                  |
| 18 | ВР   | Денні Вукович         | 27 березня 1985 (вік 33 роки)    | 1    | 0    | «Генк»                     |
|    |      |                       |                                  |      |      |                            |
| 2  | ЗХ   | Мілош Дегенек         | 28 квітня 1994 (вік 24 роки)     | 18   | 0    | «Йокогама Ф. Марінос»      |
| 3  | ЗХ   | Джеймс Мередіт        | 4 квітня 1988 (вік 30 років)     | 2    | 0    | «Міллволл»                 |
| 5  | ЗХ   | Марк Мілліган         | 4 серпня 1985 (вік 32 роки)      | 70   | 6    | «Аль-Аглі» (Джидда)        |
| 6  | ЗХ   | Меттью Юрман          | 8 грудня 1989 (вік 28 років)     | 4    | 0    | «Сувон Самсунг Блювінгз»   |
| 16 | ЗХ   | Азіз Бегич            | 16 жовтня 1990 (вік 27 років)    | 22   | 2    | «Бурсаспор»                |
| 19 | ЗХ   | Джошуа Рісдон         | 27 липня 1992 (вік 25 років)     | 7    | 0    | «Вестерн Сідней Вондерерз» |
| 20 | ЗХ   | Трент Сейнсбері       | 5 січня 1992 (вік 26 років)      | 34   | 3    | «Грассгоппер»              |
|    |      |                       |                                  |      |      |                            |
| 8  | ПЗ   | Массімо Луонго        | 25 вересня 1992 (вік 25 років)   | 35   | 5    | «Квінз Парк Рейнджерс»     |
| 13 | ПЗ   | Аарон Муй             | 15 вересня 1990 (вік 27 років)   | 33   | 5    | «Гаддерсфілд Таун»         |
| 15 | ПЗ   | Міле Єдинак (капітан) | 3 серпня 1984 (вік 33 роки)      | 75   | 18   | «Астон Вілла»              |
| 22 | ПЗ   | Джексон Ірвін         | 7 березня 1993 (вік 25 років)    | 18   | 2    | «Галл Сіті»                |
| 23 | ПЗ   | Том Рогич             | 16 грудня 1992 (вік 25 років)    | 36   | 7    | «Селтік»                   |
|    |      |                       |                                  |      |      |                            |
| 4  | НП   | Тім Кегілл            | 6 грудня 1979 (вік 38 років)     | 105  | 50   | «Міллволл»                 |
| 7  | НП   | Метью Лекі            | 4 лютого 1991 (вік 27 років)     | 52   | 8    | «Герта» (Берлін)           |
| 9  | НП   | Томі Юріч             | 22 липня 1991 (вік 26 років)     | 34   | 8    | «Люцерн»                   |
| 10 | ПЗ   | Роббі Круз            | 5 жовтня 1988 (вік 29 років)     | 63   | 5    | «Бохум»                    |
| 11 | НП   | Ендрю Наббут          | 17 грудня 1992 (вік 25 років)    | 3    | 1    | «Урава Ред Даймондс»       |
| 14 | НП   | Джеймі Макларен       | 29 липня 1993 (вік 24 роки)      | 6    | 0    | «Гіберніан»                |
| 17 | НП   | Даніель Арзані        | 4 січня 1999 (вік 19 років)      | 1    | 0    | «Мельбурн Сіті»            |
| 21 | НП   | Димітрій Петратос     | 10 листопада 1992 (вік 25 років) | 2    | 0    | «Ньюкасл Юнайтед Джетс»    |

## Найбільше виступів за збірну
станом на 23 червня 2010, жирним шрифтом позначені гравці які ще не завершили кар'єру
| #  | Ім'я             | Кар'єра     | Матчі | Голи |
| -- | ---------------- | ----------- | ----- | ---- |
| 1  | Марк Шварцер     | 1993 -      | 88    | 0    |
| 2  | Алекс Тобін      | 1988 — 1998 | 87    | 2    |
| 3  | Пол Вайд         | 1986 — 1996 | 84    | 10   |
| 4  | Бретт Емертон    | 1998 -      | 83    | 18   |
| 5  | Тоні Відмар      | 1991 — 2006 | 76    | 3    |
| 6  | Лукас Ніл        | 1996 -      | 70    | 0    |
| 7  | Скотт Чіпперфілд | 1998 — 2010 | 68    | 12   |
| 8  | Пітер Вілсон     | 1970 — 1979 | 64    | 3    |
| 9  | Аттіла Абонуї    | 1967 — 1977 | 61    | 25   |
| 10 | Джон Косміна     | 1976 — 1988 | 60    | 25   |
| 10 | Стен Лазарідіс   | 1993 — 2006 | 60    | 0    |
| 11 | Мілан Івановіч   | 1991 — 1998 | 59    | 0    |

## Найбільше голів за збірну
жирним шрифтом позначені гравці які ще не завершили кар'єру
| Місце | Гравець        | Кар'єра     | Голи (Матчі) |
| ----- | -------------- | ----------- | ------------ |
| 1     | Даміан Морі    | 1992 — 2002 | 29 (45)      |
| 2     | Джон Алоїзі    | 1997 — 2008 | 27 (55)      |
| 3     | Джон Косміна   | 1976 — 1988 | 25 (60)      |
| 4     | Аттіла Абонуї  | 1967 — 1977 | 25 (61)      |
| 5     | Тім Кехілл     | 2004 — 2010 | 23 (50)      |
| 6     | Арчі Томпсон   | 2001 — 2010 | 21 (33)      |
| 7     | Девід Здріліч  | 1997 — 2005 | 20 (30)      |
| 8     | Грем Арнольд   | 1985 — 1997 | 19 (56)      |
| 9     | Рей Бартс      | 1967 — 1974 | 18 (48)      |
| 9     | Бретт Емертон  | 1998 — 2010 | 18 (82)      |
| 10    | Гері Коул      | 1978 — 1982 | 17 (19)      |
| 10    | Ауреліо Відмар | 1991 — 2001 | 17 (44)      |

## Найбільші перемоги
| Місце | Рахунок | Суперник           | Змагання             | Дата            |
| ----- | ------- | ------------------ | -------------------- | --------------- |
| 1     | 31:0    | Американське Самоа | кваліфікація ЧС 2002 | 11 квітня 2001  |
| 2     | 22:0    | Тонга              | кваліфікація ЧС 2002 | 9 квітня 2001   |
| 3     | 17:0    | Острови Кука       | Кубок націй ОФК 2000 | 19 червня 2000  |
| 4     | 16:0    | Острови Кука       | Кубок націй ОФК 1998 | 28 вересня 1998 |
| 5     | 13:0    | Соломонові Острови | кваліфікація ЧС 1998 | 11 червня 1997  |